# Stemonurus scorpioides
Stemonurus scorpioides är en järneksväxtart som beskrevs av Odoardo Beccari. Stemonurus scorpioides ingår i släktet Stemonurus och familjen Stemonuraceae. Inga underarter finns listade i Catalogue of Life.